# ICC Intercontinental Cup 2007-08
L'ICC Intercontinental Cup 2007-08 è stata la quarta edizione del torneo mondiale di First Class cricket per nazioni prive del test status. Si è disputata dal 27 giugno 2007 al 2 novembre 2008. Al torneo hanno preso parte otto squadre ella vittoria finale è andata per la terza volta consecutiva alla selezione irlandese, che ha sconfitto in finale quella namibiana.

## Formula
Il torneo era composto da un unico girone all'italiana in cui le prime due classificate si sono affrontate per la finale.
Nel girone all'italiana iniziale ogni squadra poteva conquistare i seguenti punti:
- Win (Vittoria) – 14 punti
- Draw (Patta). Se con più di 10 ore di gioco perse – 7 punti, altrimenti 3 punti
- First Innings leader (essere in testa al termine del primo innings)– 6 punti (indipendentemente dal risultato finale)
- Abandoned without a ball played (partita non disputata) – 10 punti.

## Fase a gironi

### Classifica
| Squadra             | Punti | P | W | L | D | FI | A |
| ------------------- | ----- | - | - | - | - | -- | - |
| Namibia             | 108   | 7 | 6 | 1 | 0 | 4  | 0 |
| Irlanda             | 106   | 7 | 5 | 0 | 2 | 5  | 0 |
| Kenya               | 96    | 7 | 4 | 2 | 0 | 5  | 1 |
| Scozia              | 82    | 7 | 3 | 1 | 2 | 4  | 1 |
| Paesi Bassi         | 48    | 7 | 3 | 4 | 0 | 1  | 0 |
| Emirati Arabi Uniti | 29    | 7 | 1 | 5 | 1 | 2  | 0 |
| Canada              | 29    | 7 | 1 | 5 | 1 | 2  | 0 |
| Bermuda             | 26    | 7 | 1 | 6 | 0 | 2  | 0 |

## Finale
| Data                         | Luogo                                       | In battuta (nel I innings)                  | Al lancio (nel I innings)                   | Risultato              |
| ---------------------------- | ------------------------------------------- | ------------------------------------------- | ------------------------------------------- | ---------------------- |
| 30 ottobre - 2 novembre 2010 | St. George's Park Port Elizabeth, Sudafrica | Namibia 250 (94.3 overs) e 145 (62.3 overs) | Irlanda 195 (73.3 overs) e 201/1 (58 overs) | IRL vince di 9 wickets |